# 都市再開発庁

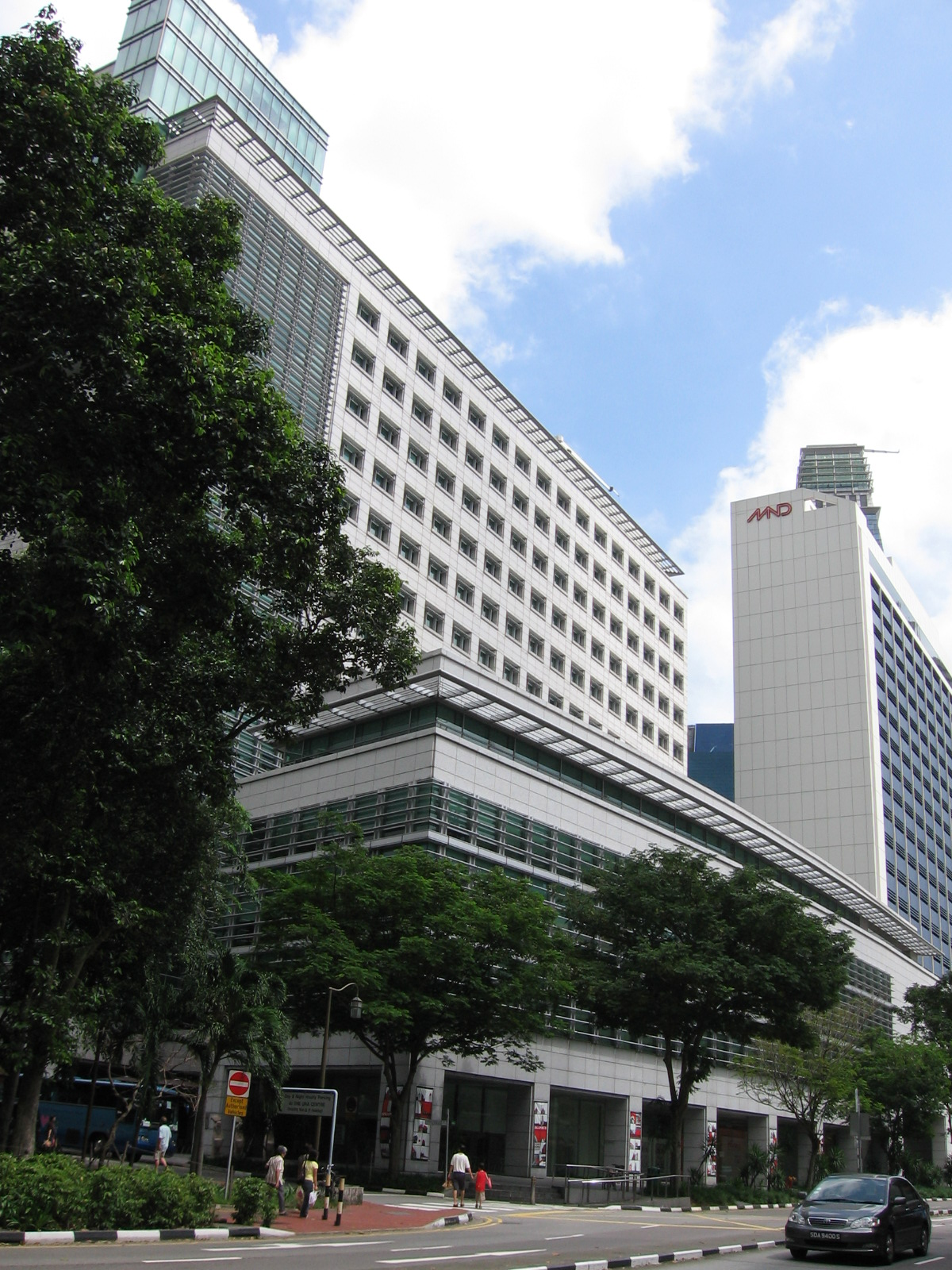
マクスウェル・ロードにあるURAセンター

都市再開発庁（URA: Urban Redevelopment Authority）はシンガポールの都市開発を担当する法定機関。国家開発省の下に設置されている。

## 目的
シンガポールは都市国家で面積が狭く、土地を有効活用する必要があった。そのため、土地を再開発する目的を持った都市再開発庁が1974年4月1日に設立された。
また、都市の再開発に伴い、多民族国家であるシンガポールにおいて人種ごとに隔離されることなく、調和できる社会を作ることも目的としている。

## 都市開発の調整
都市再開発庁は官公庁や民間の開発計画の審査、認可も行なっている。

## 駐車場管理
街なかにあるクーポンを使用する通常の駐車場、長期契約の駐車場、工事・商業用車両の駐車場の管理も都市再開発庁が行なっている。また、駐車違反、罰金に関する立法も行う。